# Ross Alexander
Ross Alexander, nato Alexander Ross Smith (Brooklyn, 27 luglio 1907 – Los Angeles, 2 gennaio 1937), è stato un attore statunitense.

## Biografia

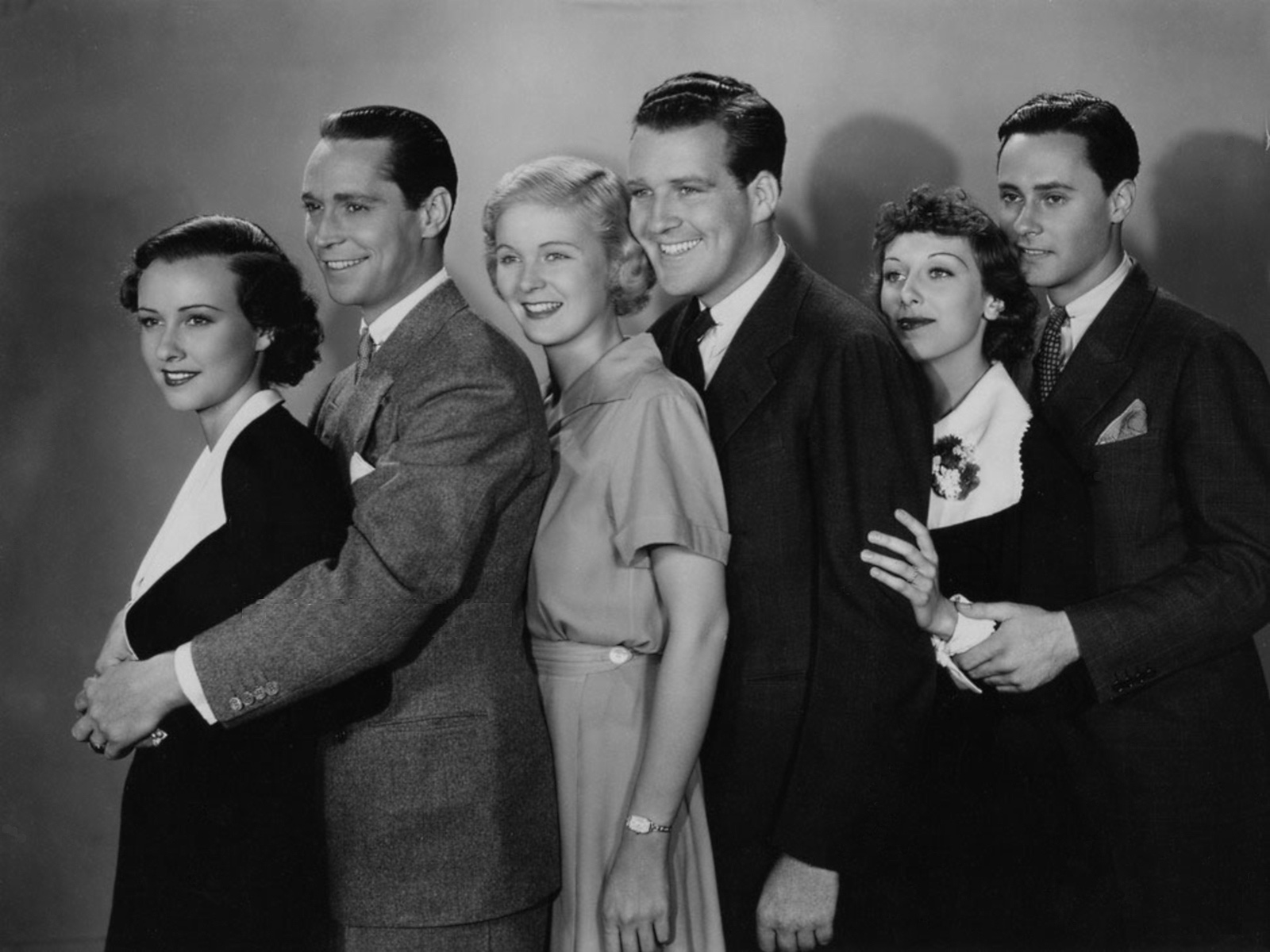
Ross Alexander (ultimo a destra) con il cast di Gentlemen Are Born del 1934

Nato nel 1907 nel distretto di Brooklyn a New York, Alexander crebbe a Rochester e iniziò ad avvicinarsi al teatro durante il liceo prendendo parte a piccole produzioni locali. All'età di 18 anni fece il suo debutto a Broadway accanto all'attrice Blanche Yurka nella commedia Enter Madame.
Terminata la scuola continuò a recitare con alcune compagnie di repertorio, mettendosi in evidenza in produzioni come The Ladder (1926) e Let Us Be Gay (1929). Quest'ultima gli dette la possibilità di conoscere l'autore e produttore John Golden con cui lavorò nei due anni successivi in commedie quali That's Gratitude e After Tomorrow.
Grazie a queste e ad altre apparizioni riuscì a distinguersi come giovane promessa, tanto che la Paramount intravide del potenziale in lui e nel 1932 lo scritturò per Il sesso più astuto diretto da Berthold e Victor Viertel. In seguito espresse la sua gratitudine alla star del film, Claudette Colbert, per averlo aiutato ad "addolcire" il suo stile troppo teatrale ed enfatico, ciò nonostante il film non ebbe successo e Alexander tornò a Broadway per recitare in produzioni tra cui Honeymoon (1932), The Party's Over (1933) e No Questions Asked (1934), oltre a collaborare con Charlotte Armstrong e John Golden nella stesura della commedia Two Can't Be Happy.
Fu in questo periodo che durante una rappresentazione alla Winchester Playhouse di Mount Kisco strinse amicizia con l'attore Henry Fonda, la sua prima moglie Margaret Sullavan e una giovane attrice di nome Aleta Freel, con la quale convolò a nozze nel febbraio 1934 a East Orange, nel New Jersey.

### Il successo

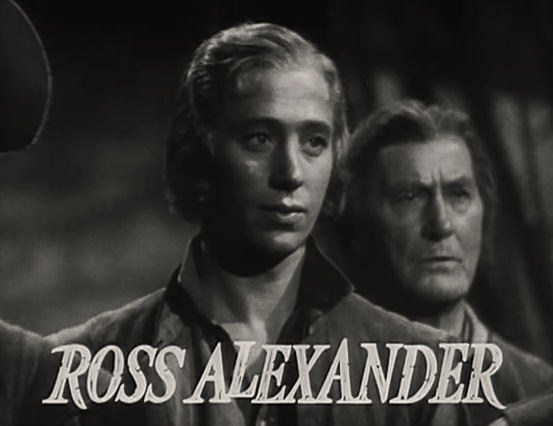
Nel trailer di Capitan Blood del 1935

La svolta artistica per Alexander sembrò arrivare lo stesso anno, quando venne notato dalla Warner Bros. che lo mise sotto contratto lanciandolo in alcune commedie musicali romantiche come Passeggiata d'amore di Frank Borzage, Going Highbrow di Robert Florey e We're in the Money di Ray Enright.
Le interpretazioni ottennero buone recensioni e il suo aspetto da bravo ragazzo unito ad un atteggiamento spensierato e un po' cinico ne fecero uno degli attori preferiti dal pubblico, tanto che presto cominciò a comparire in parti più importanti come quelle di Jeremy Pitt, l'ufficiale di rotta amico di Errol Flynn in Capitan Blood di Michael Curtiz, e di Demetrio in Sogno di una notte di mezza estate di William Dieterle e Max Reinhardt, entrambi del 1935. In questo film, oltre a recitare accanto a star del calibro di James Cagney e Olivia de Havilland, conobbe l'attrice Anita Louise con la quale secondo alcuni rumor dell'epoca ebbe una relazione. La notizia destò un certo stupore negli ambienti di Hollywood, non solo perché Alexander era sposato, ma perché era opinione diffusa che fosse in realtà omosessuale.
Il 6 dicembre 1935 fu annunciato che Alexander avrebbe lavorato con la Twentieth Century-Fox per una parte importante nel film Everybody's Old Man, accanto a Irving S. Cobb. Ma la stessa sera la moglie Aleta, caduta in depressione per l'andamento della sua carriera e, secondo alcune voci, del suo matrimonio, si uccise con un colpo di fucile nella loro casa di Hollywood Hills. Sconvolto dall'episodio, Alexander trascorse un breve periodo di isolamento a Brentwood, in California, in una casa che condivideva con Henry Fonda, James Stewart e il fotografo John Swope.

### L'ossessione per Bette Davis

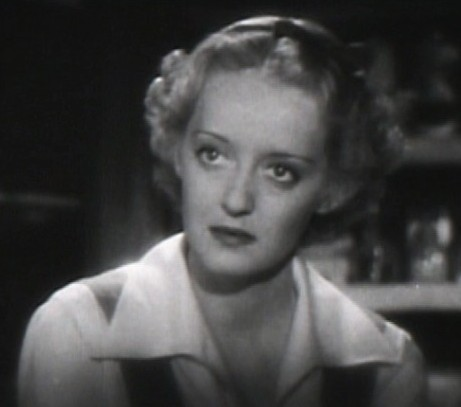
Bette Davis nel 1936

All'inizio del 1936, Alexander iniziò a manifestare una morbosa ossessione per Bette Davis, fresca di premio Oscar e di recente affermatasi come stella di prima grandezza della Warner, tentando disperatamente di proporsi per un ipotetico film romantico con l'attrice e dichiarando che, se avessero potuto girare una scena d'amore, sarebbero in seguito diventati amanti e co-protagonisti in altri film. Questo è quanto dichiarò a tale proposito lo scrittore Jerry Asher, amico di Bette Davis:
Alexander cominciò a lasciare lettere d'amore nel camerino della Davis, che infastidita reagì cercando di evitarlo e in alcuni casi arrivò a fare delle scenate, fino a lamentarsi con i vertici della Warner Bros. In un'occasione, il marito dell'attrice Harmon Nelson lo colpì con un pugno che gli procurò un occhio nero, costringendolo a diversi giorni di lontananza dal set.

### La depressione e la morte

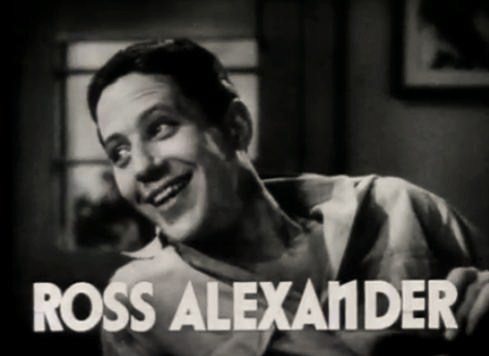
Nel trailer di Ali sulla Cina del 1936

Nel frattempo la carriera cinematografica di Alexander sembrava proseguire con un discreto successo grazie a diversi film da protagonista usciti nel 1936, tra cui Brides Are Like That e Hot Money di William C. McGann e Here Comes Carter di William Clemens, e nel frattempo l'attore cercò di nascondere ancora una volta la sua omosessualità sposando l'affascinante Anne Nagel, incontrata lo stesso anno sul set di Ali sulla Cina. I due si trasferirono in un ranch a Encino, vicino a Los Angeles, ma questo non lo aiutò a superare la spirale depressiva nella quale era caduto.
Nonostante le critiche positive ricevute per le ultime interpretazioni i problemi iniziarono anche a livello artistico e l'attore iniziò ad essere considerato dalla Warner come una "seconda scelta" di Dick Powell. Gli studios iniziarono ad offrirgli ruoli di secondo piano rifiutati da Powell e altri film di serie B, concludendo che stava diventando troppo impegnativo cucirgli addosso lo status di idolo dei matinée e allo stesso tempo nascondere la sua omosessualità.
Dopo aver tentato di coprire uno scandalo potenzialmente distruttivo, causato da uno sconosciuto con il quale aveva avuto un rapporto occasionale e che lo aveva ricattato chiedendogli del denaro, la Warner perse l'interesse nei suoi confronti e la promettente carriera di Alexander finì prima di essere iniziata davvero.
Il 2 gennaio 1937, meno di cinque mesi dopo il suo matrimonio con Anne Nagel e poco dopo il primo anniversario del suicidio della prima moglie, Alexander si sparò un colpo di pistola alla tempia. Quando il 6 marzo uscì il suo ultimo film Ready, Willing and Able, la Warner cercò di ridimensionare il suo ruolo relegandolo al quinto posto nel cast e pubblicizzando Lee Dixon come co-protagonista accanto a Ruby Keeler.
Ross Alexander è sepolto nel Forest Lawn Memorial Park di Hollywood Hills.

## Attività teatrale
- Enter Madame, di Gilda Varesi e Dolly Byrne (agosto 1920-aprile 1922)
- The Ladder, di J. Frank Davis (ottobre 1926-maggio 1928)
- Let Us Be Gay, di Rachel Crothers (febbraio-dicembre 1929)
- That's Gratitude, di Frank Craven (settembre 1930-marzo 1931)
- After Tomorrow, di John Golden e Hugh Stange (agosto-novembre 1931)
- The Stork is Dead, di Hans Kottow (settembre-ottobre 1932)
- Honeymoon, di Samuel Chotzinoff e George Backer (dicembre 1932-febbraio 1933)
- The Party's Over, di Daniel Kusell (marzo-maggio 1933)
- Under Glass, di Eva Kay Flint e George Bradshaw (ottobre-novembre 1933)
- The Wooden Slipper, di Samson Raphaelson (gennaio 1934)
- No Questions Asked, di Anne Morrison Chapin (febbraio 1934)

## Filmografia
- Il sesso più astuto (The Wiser Sex), regia di Berthold e Victor Viertel (1932)
- Social Register, regia di Marshall Neilan (1934)
- Gentlemen Are Born, regia di Alfred E. Green (1934)
- Passeggiata d'amore (Flirtation Walk), regia di Frank Borzage (1934)
- Going Highbrow, regia di Robert Florey (1935)
- We're in the Money, regia di Ray Enright (1935)
- Sogno di una notte di mezza estate (A Midsummer Night's Dream), regia di William Dieterle e Max Reinhardt (1935)
- L'ammiraglio (Shipmates Forever), regia di Frank Borzage (1935)
- Capitan Blood (Captain Blood), regia di Michael Curtiz (1935)
- La montagna incatenata (Boulder Dam), regia di Frank McDonald (1936)
- Brides Are Like That, regia di William C. McGann (1936)
- I Married a Doctor, regia di Archie Mayo (1936)
- Hot Money, regia di William C. McGann (1936)
- Ali sulla Cina (China Clipper), regia di Ray Enright (1936)
- Here Comes Carter, regia di William Clemens (1936)
- Ready, Willing and Able, regia di Ray Enright (1937)